# Го Цзинкунь
Го Цзинкунь (кит. трад. 郭景坤, пиньинь Guō Jǐngkūn 21 ноября 1933, Синьхуэй — 17 августа 2021, Шанхай) — китайский материаловед и химик. Директор Шанхайского института керамики академии наук Китая (декабрь 1983 года — май 1995 года), академик Китайской академии наук (1991)

## Биография
В 1958 году окончил Фуданьский университет, химический факультет. Научный сотрудник Шанхайского института керамики академии наук Китая; занимал должность директора института (декабрь 1983 года — май 1995 года). 

## Научные интересы
В 1960-е годы занимался исследованием металлокерамических уплотнений в применении к вакуумной технике. В 1970-е годы принимал участие в исследованиях по совершенствованию и упрочнению керамических материалов. Его теория волоконных матричных композитов использовалась в китайской космической технологии. В 1980-е годы Го Цзинкунь исследовал многофазные керамические композиты, а в 1990-е годы разрабатывал выысокоэффективные нанокерамики. Организовал исследование и принимал участие в создании первого в Китае дизельного двигателя с использованием керамических деталей.

## Награды и премии
- 1990 член Международной академии керамики[англ.]
- 1991 академик Китайской академии наук[1].
- 1999 член Всемирной академии наук
- 2004 премия за научно-технический прогресс Фонда Хо – Люн – Хо – Ли[англ.]